# Tanais gayi
Tanais gayi är en kräftdjursart som beskrevs av Hercule Nicolet 1849. Tanais gayi ingår i släktet Tanais och familjen Tanaidae. Inga underarter finns listade i Catalogue of Life.